# 奥雷利奥·莫斯克拉
奥雷利奥·莫斯克拉·納瓦埃斯（西班牙语：- 1939年11月17日) 厄瓜多尔政治人物，厄瓜多尔总统(1938-1939)。
| 前任： 曼努埃尔·玛丽亚·博雷罗 | 厄瓜多尔总统 1938年—1939年 | 繼任： 卡洛斯·阿尔韦托·阿罗约·德尔里奥 |